# 兵庫船
『兵庫船』（ひょうごぶね）は古典落語の演目。『兵庫渡海鱶魅入』（ひょうごとかいふかのみいれ）、『兵庫舟鱶の魅入れ』（ひょうごぶねふかのみいれ）『兵庫舟鱶の入れ込み』（ひょうごぶねふかのいれこみ）とも。もとは上方落語における長編『西の旅』の一部であるが、『桑名船』（くわなぶね）の演題で東京でも演じられる。
冒頭のシーンが共通した東京落語の演目・『鮫講釈』（さめこうしゃく）あるいは『五目講釈』（ごもくこうしゃく）についても、この項で記述する。
旅人たちを乗せた船がサメの多く棲む海域で止まってしまい、助かるために所持品を海に入れろ（そして沈んだ者一人が他の者の身代わりとして自分も海に入れ）と船頭に命じられて起きる騒動を描く。
原話としては、明和6年（1769年）に出版された笑話本『写本珍作鸚鵡石』の一編「弘法大師御利生」、および文化年間（1804年 - 1817年）に出版された笑話本『写本落噺桂の花』の一編「乗り合い船」が挙げられ、後者は口演にちかい文体である。
主な演者に、上方の6代目笑福亭松鶴や東京の5代目三遊亭圓楽などが知られる。
『鮫講釈』は『桑名船』の後半部に講釈師を登場させ、サゲを大きく改変した演目。実在の講釈師・初代一龍斎貞山が桑名沖で船をサメに囲まれた際、講談を一席やったところ、サメが逃げた、というエピソードが元になったとされる。

## あらすじ

### 冒頭
仲のよいふたり連れの男（上方では喜六と清八。東京では半次と八五郎。以下、AとBで統一）が旅の途上（上方では金比羅詣りを終えた帰り道、兵庫鍛治屋町の港。東京ではお伊勢参りの道中、熱田の港）、船に乗り込むことになった。「船は嫌いだ」と言って怖がるAを、Bは強引に突き飛ばして乗せる。
船は無事、沖へ出る。心が落ち着いた乗客たちは打ち解け合い、話をしはじめる。そのうちに、乗客のひとりの男が、AとBに対し「なぞかけをやろう」と持ち掛ける。まずは男が、「いろはの『い』とかけて、茶の湯の釜、と解く」とかける。Bが「その心は?」と問うと、男は「炉（ろ）の上にあり」と答える。Bが「『ろ』とかけて、野辺の朝露と解く」とかける。男が「その心は?」と問うと、Bは「葉（は）の上にあり」と答える。この調子で「『は』とかけて金魚屋の弁当。その心は荷（に）の上にあり」「『ほ』とかけてふんどしの結び目。その心は屁（へ）の上にあり」と続けていく。
そんな中、突然船が止まる。乗客が船頭にたずねると、「このあたりの海には、たちの悪いサメが大量にいて、船の乗客の誰かを目当てに寄ってきたため、船を止めた。このままでは船底を食い破られて船が沈んでしまう。乗客各人の所持品を、海の中へ放り込んでほしい。それが海面を流れて行ったら大丈夫だが、沈んだ場合はサメがその持ち主に魅入られている証拠だから、飛び込んでいただいて、命はあきらめてほしい」と言い放つ。
乗客たちは助かりたい一心で、比較的軽い所持品を海に投げ込んでいく。Aが「ああ、沈んだ!」と叫ぶので、Bが「何を放り込んだんだ?」と聞くと、Aは泣きながら「キセル（あるいは、文鎮）」と答える。
以下、サゲ（落ち）に至る展開が異なる。

### 兵庫船・桑名船
海中深く沈んでいったのは、巡礼者の母子連れのうち、娘が投げ込んだ編み笠だった。母子が泣きながら別れを惜しみ、同情した乗客が騒いでいると、それまで眠っていた中年の男が騒ぎで目を覚ます。男は「俺が何とかしてやろう」と宣言し、船べりへ身を乗り出して、浮かび上がったサメの、大きく開いた口の中に、キセルの灰をはたき込んで驚かせ、撃退する。「あなたは、いったい何者なんですか」
「なに、ただのかまぼこ屋です」（サメは、かまぼこの主原料となる）。

### 鮫講釈
海中深く沈んでいったのは、中年の男が投げた扇子だった。男は講釈師・一龍斎貞山の弟子、貞船（ていせん＝停船とかけた地口）を名乗り、「最後に一席語ってから死にたい」と言う。乗客たちは了承する。「あれもやりたい、これもやりたい。ですから、いろいろな講釈を張り混ぜにした、『五目講釈』というものをやらせていただきます。（下記は立川談志の口演に基づく）……さてもその夜は極月中の十四日、夜討ちの勝負はかねての計略。あれに聞こゆるは山鹿流陣太鼓、御大将大石内蔵助殿大音声に呼ばわったり。『やあやあ遠からん者は音にも聞け、近くば寄って目にも見よ』。そのうち早くも一言坂の頂に駒の四足押しとどめ小手を翳して眺むれば、先陣の大将大岡越前守忠相、この体をば見届け、合点なりと葦毛の駒に金覆輪の鞍負いてうち跨がり、遥か彼方の扇の的をば見渡せば矢頃なかなか遠けれど、鞍壷浸す辺りまで、駒波間に進め、ヒョオプッツと切って放てば過たず、扇の要をさっと射貫く。この時、加賀国住人・富樫左衛門、関門をサッと押し開けば、真っ先に進んだる武蔵坊弁慶。労しや、今若、乙若、牛若を懐にこれ千松。今政岡の申すことよおくお聞き遊ばしや。昔々その昔椎の木林のすぐそばに小さなお山があったとさ。父は元京都の産にして姓は安藤、名は慶三、字を五光と申せしが、押し借り強請りを習おうより、慣れた時代の源氏店……」バタバタと張り扇をたたいて講釈を述べているうちサメはいなくなり、船は安全に行き先の港に着くことができた。
めでたいと騒ぐ人間たちの一方、海ではサメの大将が船から逃げたサメを叱っている。
「何で逃げたんだ」「怖いんですよ」「たかだか講釈師ひとり、何が怖いのだ」
「あれ、講釈師? あんまり船べりをバタバタ叩くので、かまぼこ屋かと思った」

## バリエーション
上方では、サメを「フカ」と呼ぶ。
前記とはサゲの異なる演じ方がある。こちらの原話は、明和5年（1768年）に出版された笑話本『軽口春の山』の一編「鰐（フカ）の見入り」。原話では知恵者は侍という設定である。
船内の知恵者が、錨に娘の着物を着せて海に投げ入れる。サメが錨を飲み込むのを待って、乗客たちで錨の綱を引っ張ると、サメの腸（はらわた）だけがイカリにくっついて上がってくる。「サメはどうなった?」
「袷になって流れて行ったよ」（「はらわた」と「綿」をかけて、「わたを抜いて袷になった」という地口）
講談師である6代目神田伯山は、この『鮫講釈』を十八番にしていた立川談志に影響を受けて、わざわざこの噺を講談に移植した。